# Ptilogyna (Plusiomyia) herroni
Ptilogyna (Plusiomyia) herroni is een tweevleugelige uit de familie langpootmuggen (Tipulidae). De soort komt voor in het Australaziatisch gebied.